# Skały efuzywne
Skały efuzywne (inaczej skały wylewne, efuzywy, skały efuzyjne) – skały pochodzenia wulkanicznego. Tworzą się z magmy wydobywającej się na powierzchnię Ziemi z wulkanu w postaci lawy. Lawy zasadowe zawierają mniejszą ilość krzemionki, tworzą grube pokrywy i potoki lawowe. Ich struktury są skrytokrystaliczne lub porfirowe .Należą do nich, m.in.: melafir, bazalt, ryolit, obsydian, andezyt, dacyt.